# Atentado contra el distrito policial de San Lorenzo de 2018
El atentado contra el distrito policial de San Lorenzo de 2018 fue un acto calificado de terrorista ligado al narcotráfico en Ecuador ocurrido el 27 de enero en la ciudad ecuatoriana de San Lorenzo, en la provincia de Esmeraldas. El hecho se produjo cuando un coche bomba estalló en el edificio policial de San Lorenzo causando daños en la mayor parte de la estructura de este además de unas 23 personas heridas.

## Contexto
Este atentado es el primero de su tipo perpetrado en Ecuador. Además, se produjo en una ciudad fronteriza con Colombia. Por otro lado, los cárteles de la droga están presentes en la región.
Aisladamente, el hecho se produjo el mismo día en que otros dos atentado fueron perpetrados: uno en Kabul (Afganistán) y otro en su país colindante, Colombia, donde explotó una granada en Barranquilla dejando varios muertos y heridos.

## Atentado
Durante la madrugada del 27 de enero del 2018, se produjo una explosión frente al edificio policial de San Lorenzo. Investigaciones preliminares indican que la causa de la explosión fue un coche bomba debido a que en el lugar se encontró un automóvil siniestrado cuyas pruebas indican que en el interior llevaba explosivos.

## Investigaciones
Según indagaron las autoridades en base en las investigaciones preliminares y posteriores al suceso, la causa del hecho fue un coche bomba estacionado muy cerca del distrito policial.

### Perpetrador
Las autoridades adjudicaron el hecho al narcotráfico y dijeron que buscaran a los responsables que colocaron el automóvil y harán justicia.

## Consecuencias
Como resultado de la explosión del automóvil con explosivos, el 95% de la zona policial resultó dañado y dejó 23 personas heridas. Además, unas 37 casas cercanas al lugar del suceso resultaron dañadas.

## Reacciones
El presidente de Ecuador condenó el hecho calificándolo de "atentado terrorista ligado al narcotráfico". Además, declaró el Estado de Excepción en los cantones de San Lorenzo y Eloy Alfaro.
Por otro lado, su homólogo mexicano, Enrique Peña Nieto, condenó el atentado y mostró su solidaridad con Ecuador a través de un comunicado.
Asimismo, el gobierno de Venezuela condenó y rechazó el atentado.